# Eulasia nitidinatis
Eulasia nitidinatis là một loài bọ cánh cứng trong họ Glaphyridae. Loài này được Baraud miêu tả khoa học năm 1990.